# دختری با خالکوبی اژدها (فیلم ۲۰۰۹)
دختری با خالکوبی اژدها (سوئدی: Män som hatar kvinnor مردانی که از زنان متنفرند) یک فیلم درام دلهره‌آور سوئدی محصول سال ۲۰۰۹ و به کارگردانی نیلز آردن اوپلو است. فیلم‌نامه این فیلم توسط راسموس هایستربرگ و نیکلای آرسل بر اساس رمانی با همین نام به قلم روزنامه‌نگار سوئدی استیگ لارسن به رشته تحریر درآمده است.
این کتاب اولین رمان از سه‌گانه میلنیوم است که در سال ۲۰۰۵ در سوئد منتشر شد.

## بازیگران
- مایکل نیکویست در نقش میکائیل بلومکویست
- نومی راپاس در نقش لیسبت سالاندر
- لنا اندره در نقش اریکا
- پتر هابر در نقش مارتین ونگر
- پتر اندرسون
- ماریکا لاگرکرانتس
- اینیوار هیردوال
- بیورن گرانات
- اوا فرولینگ
- آنیکا هالین
- گونل لیندبلوم
- داوید دنسیک
- استفان سائوک
- سوفیا لدارپ
- روبن سالماندر

## نامزدی و جایزه‌ها
| جشنواره                                  | بخش                                         | نامزد                          | نتیجه    |
| ---------------------------------------- | ------------------------------------------- | ------------------------------ | -------- |
| جایزه آمانده                             | بهترین فیلم بلند خارجی                      | نیلس آردن اپلو                 | نامزدشده |
| جایزه بفتا                               | جایزه بهترین بازیگر نقش اول زن              | نومی راپاس                     | نامزدشده |
| جایزه بفتا                               | جایزه بفتا برای بهترین فیلم‌نامه اقتباسی     | نیکولای آرسل و راسموس هیستربرگ | نامزدشده |
| جایزه بفتا                               | جایزه بفتا برای بهترین فیلم غیر انگلیسی‌زبان |                                | برنده    |
| جایزه انجمن منتقدان پخش‌کننده فیلم        | بهترین هنرپیشه زن                           | نومی راپاس                     | نامزدشده |
| جایزه انجمن منتقدان پخش‌کننده فیلم        | بهترین فیلم خارجی                           | نیلس آردن اپلو                 | برنده    |
| جایزه ایمپایر                            | بهترین تریلر                                |                                | برنده    |
| جایزه ایمپایر                            | بهترین بازیگر زن                            | نومی راپاس                     | برنده    |
| جایزه فیلم‌های اروپایی                    | جایزه تماشاگران                             | نیلس آردن اپلو                 | نامزدشده |
| جایزه فیلم‌های اروپایی                    | جایزه فیلم‌های اروپایی برای بهترین بازیگر زن | نومی راپاس                     | نامزدشده |
| جایزه فیلم‌های اروپایی                    | بهترین آهنگساز                              | جاکوب گروث                     | نامزدشده |
| جوایز گلدبگ                              | جایزه تماشاگران                             | نیلس آردن اپلو                 | برنده    |
| جوایز گلدبگ                              | بهترین بازیگر زن                            | نومی راپاس                     | برنده    |
| جوایز گلدبگ                              | بهترین فیلم                                 | سورن ستارموس                   | برنده    |
| جوایز گلدبگ                              | بهترین فیلم‌برداری                           | اریک کرس                       | نامزدشده |
| جوایز گلدبگ                              | بهترین هنرپیشه مکمل                         | سون بریت تاوب                  | نامزدشده |
| جایزه انجمن منتقدان هیوستون، ۲۰۱۰        | بهترین فیلم خارجی                           |                                | برنده    |
| جایزه انجمن منتقدان هیوستون، ۲۰۱۰        | بهترین هنرپیشه نقش اول زن                   | نومی راپاس                     | نامزدشده |
| جایزه حلقه منتقدان لندن، ۲۰۱۰            | بهترین هنرپیشه زن                           | نومی راپاس                     | نامزدشده |
| جایزه انجمن منتقدان آنلاین نیویورک، ۲۰۱۰ | بازیگر موفق                                 | نومی راپاس                     | برنده    |
| جشنواره بین‌المللی فیلم پالم سپرینگس      | جایزه تماشاگران برای بهترین فیلم بلند روایی | نیلس آردن اپلو                 | برنده    |
| جایزه ستلایت                             | جایزه ستلایت برای بهترین بازیگر زن          | نومی راپاس                     | برنده    |
| جایزه ستلایت                             | جایزه ستلایت برای بهترین فیلم خارجی زبان    |                                | برنده    |
| جایزه ستلایت                             | جایزه ستلایت برای بهترین فیلم نامه اقتباسی  | نیکولای ارسل و راسموس هیستربرگ | نامزدشده |
| جایزه انجمن منتقدان سنت لوییس گیت وی     | بهترین هنرپیشه زن                           | نومی راپاس                     | نامزدشده |
| جایزه انجمن منتقدان سنت لوییس گیت وی     | بهترین فیلم خارجی زبان                      |                                | نامزدشده |
| جایزه انجمن منتقدان منطقه واشینگتن دی‌سی  | بهترین فیلم خارجی                           |                                | نامزدشده |